# امرأة قوية

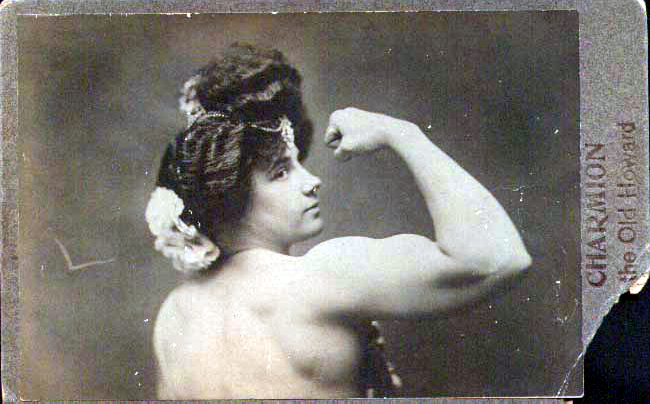
تشارميون (1875 - 1949)، المرأة الحصينة وفنانة الأرجوحة

المرأة القوية هي المرأة التي تُشارك بِقوتها في العَرض أو السيرك، أو تلك المرأة التي تتنافس في ألعاب القوى. تقليديًا، كان يتم مناداتهن بنداء خاص؛ لأن النساء اللواتي يشاركن كنَّ استثناءات.

## المرأة القوية التقليدية
تقليدياً، كانت النساء القويات متميزات كفنانات أداء في السيرك، أو في القاعات الموسيقية المسرحية، أو غيرها من الأماكن، وشاركن في مَفاخر القوة مِثل رفع الجرس وشعوذة الإنسان.
يَشمل بعض النساء التقليديات الشهيرات ما يلي:
- مينيرفا (جوزفين بلات نول ولفورد)، (1869 - 1923) ولدت في نيو جيرسي.
- شارمويون، (1875-1949) ولدت في سكرامنتو، كاليفورنيا.
- فولكانا، (1875 - 1946) ولدت في أبيرجافيني، ويلز.
- كاتي (1884 - 1952) ولدت في فيينا، النمسا.
- جوان رودس (1920 - 2010) ولدت في لندن، إنجلترا.
- بيث فينيكس (1980 - الآن) ولدت في الميرا، نيويورك.

## المرأة القوية في العصر الحديث
في السنوات الأخيرة، جاء مُصطلح المرأة القوية للإشارة إلى النساء اللواتي يتنافسن في فعاليات مثل مسابقات المرأة الأقوى في العالم (WSW)، التي يقرها الاتحاد الدولي لرياضي القوة (IFSA)، ويتم بثها على المستوى الوطني على إي إس بي إن. تتنافس النساء القويات في رياضة الرجل القوي وقد أصبحت الرياضة شعبية لدى الرياضيات الإناث خلال العقد الماضي، حيث توجد العديد من المسابقات التي تقام على مستوى الولاية، والتي تتيح الفرصة لهن للتنافس كمحترفين. في مارس 2017، استضافت آرنولد كلاسيك السنوية أول منافساتها من النساء القويات. في هذه المسابقات، يتنافس المشاركون في نفس أنواع الأحداث التي يمكن العثور عليها في منافسة رجل قوي. تشمل هذه الأحداث، على سبيل المثال:
- رفع الحجر.
- عجلة كونان.
- الرفعة المميتة.
- حمل المزارع.
- الإطار المسدود و/أو الحمل.
- عقد هرقل.
- الأصابع.
- قذف البرميل.[1]
- قرفصاء (تمرين).
- سحب السيارة.[2]

ومن أبرز النساء الحديثات القويات ما يلي:
- بيث فينيكس.
- جيل ميلز، أقوى امرأة في العالم لعامي 2001 و 2002.
- روبن كولمان، احتلت المركز الثالث في مسابقة WSW عام 2001.
- بيكا سوانسون، رقم قياسي عالمي في رفع الأحمال.
- أنيتا فلورزيك، فازت أربع مرات في بطولة العالم القوي (2003-2008).
- كريستين رودس.
- هييني كويفونيمي، المركز الثاني في WSW عام 2001، والمركز الثالث في عامي 2002 و 2003.

## تدريب
يجب أن تكون النساء اللواتي يتنافسن في (امرأة قوية) على دراية جيدة بالأساليب والتقنيات التي تظهر في رفع الأثقال ورفع الأثقال الأولمبي. حيث أن أنواع المصاعد التي تتم في كلا الرياضتين تعتبر أساسية في رياضة القوة. بالإضافة إلى تطوير التقنية المناسبة للمصاعد الأساسية، يجب على النساء القويات أيضاً تطوير القدرة على التحمل من خلال التدريب على تحمل القلب والأوعية الدموية. أن تكون قادرة على التكيف مع الأدوات (الأذرع المستقيمة مقابل الأذرع المحاور، وأعمدة المحور مقابل الأخشاب ..إلخ)؛ لأن التقنية المستخدمة للأدوات المختلفة تكون دقيقة وغير متوفرة في صالات الرياضة التجارية.

## وصلات خارجية
- Strongwomen from the 18th Century onwards- مجموعة من الصور والمقالات والمعلومات حول نساء قويات وكمال الأجسام من الماضي من مجموعة ديفيد هورن.